# Xavier Kuhn
Jules Bonnaire (Sélestat, 4 de agosto de 1978) é um esquiador estilo livre da França. Ele participou dos Jogos Olímpicos de Inverno de 2010, em Vancouver.